# Przenoszenie sztangielki zza głowy

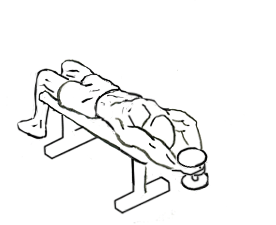
Pozycja wyjściowa - hantelka za głową

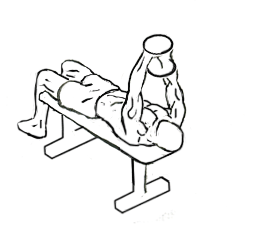
Hantelka przeniesiona nad klatkę piersiową

Przenoszenie sztangielki zza głowy leżąc (ang. pullover) – ćwiczenie fizyczne polegające na przenoszeniu sztangielki lub hantla zza głowy do linii ramion. Ćwiczenie angażuje mięśnie klatki piersiowej, może angażować też mięśnie pleców i brzucha, w zależności od sposobu i poprawności wykonywania ćwiczenia. Wykonywane jest w pozycji leżąc na ławeczce wzdłuż lub w poprzek, stosowane jako ćwiczenie uzupełniające. Ćwiczenie zostało spopularyzowane w latach 70. XX w. – w złotej erze kulturystyki, zwłaszcza przez Arnolda Schwarzeneggera, który używał go najczęściej jako ćwiczenie kończące.

## Wykorzystanie ćwiczenia w sporcie
Przyciąganie ramion ku dołowi z pozycji ponad głową jest istotne w gimnastyce sportowej, m.in. w ćwiczeniach na kółkach, drążku, poręczach i poręczach asymetrycznych. Ma również duże znaczenie w dyscyplinach sportu wymagających rzucania piłki do przodu, np. w koszykówce, baseballu i siatkówce, a także przy wszelkich ruchach, mających na celu podciąganie się do góry, jak przy wspinaniu się na linie lub podciąganiu na drążku itp. W pływaniu przenoszenie sztangielki zza głowy wpływa na poprawę skuteczności ruchów przyciągających, odgrywających istotną rolę w stylu dowolnym. Kulturyści wykonują to ćwiczenie, w celu powiększenia rozmiarów klatki piersiowej i rozwinięcia mięśni.